# Video Ad Serving Template
Beim Video Ad Serving Template (VAST) handelt es sich um einen Standard, der die Kommunikation zwischen einem Adserver und einem Mediaplayer definiert und hierzu ein XML-basiertes Austauschformat verwendet. Der Standard wird vom Interactive Advertising Bureau (IAB) betreut, einem Zusammenschluss führender internationaler Werbevermarkter innerhalb einer Non-Profit-Organisation. Im deutschsprachigen Raum ist das IAB durch den Online-Vermarkterkreis im Bundesverband Digitale Wirtschaft sowie durch die IAB Switzerland Association vertreten.
Vom VAST-Standard existieren bislang sechs Versionen: die veralteten und nicht mehr gebräuchlichen Versionen 1.0 und 1.1, sowie die Versionen 2.0, 2.0.1, 3.0 und 4.0.
Eine Implementierung für Interactive Media Ads stellt Google bereit.

## Anfrage (Request)
Um Videowerbung wiederzugeben, sendet der Mediaplayer eine Anfrage an einen VAST-fähigen Adserver. Die Anfrage besteht dabei meist aus einem URL, der alle notwendigen Daten wie etwa den Werbeanbieter (Publisher) oder Informationen zur Kampagne als Parameter enthält:
```
http://<server>/?LR_PUBLISHER_ID=1331&LR_CAMPAIGN_ID=229&LR_SCHEMA=vast2-vpaid

```

## Antwort (Response)
Der Adserver antwortet mit einem XML-basierten VAST-Dokument, das unter anderem folgende Daten definiert:
- Adresse des wiederzugebenden Werbemediums,
- die Art und Weise, wie die Werbung wiedergegeben werden soll, beispielsweise dem Video vorgeschaltet (Preroll) oder dem Video nachgeschaltet (Postroll),
- die zu erfassenden Informationen während der Medienwiedergabe (Tracking),
- Interaktionen während der Wiedergabe des Werbemediums (z. B. führt der Klick auf das Video zum Inhalt des Werbekunden).

```
 
<?xml version="1.0" encoding="utf-8"?>

 
<VAST
 
version=
"2.0"
>

 
<Ad
 
id=
"229"
>

    	
<InLine>

    		
<AdSystem
 
version=
"1.2.3"
>
AdSystem
</AdSystem>

    		
<AdTitle>
<![CDATA[AdSystem Beispiel]]>
</AdTitle>

    		
<Description>
<![CDATA[]]>
</Description>

    		
<Impression
 
id=
"LR"
>
<![CDATA [http://server/?metric=impression&cofl=0&pos=0&coid=135&pid=1331&nid=1331&oid=229&olid=2291331&cid=331&tpcid=&vid=&amid=&cc=default&pp=&vv=&tt=&sg=&tsg=&pmu=0&pau=0&psz=0&ctx=&tctx=&coty=0&adt=0&scen=&url=http%3A%2F%2Fserver%2Fsupport%2Fopen-video-ads%2F23120%2Fwhat-is-vast%2F&cb=1259.192.118.68.5.0.690&ver=1&w=&wy=&x=121&y=121&xy=0b79&z2=0]>
</Impression>

 			
.......

 		
<Creatives>

 			
<Creative
 
sequence=
"1"
 
id=
"331"
>

            			
<Linear>

            				
<Duration>
00:00:09
</Duration>

 	                        
<TrackingEvents>

        	                    		
<Tracking
 
event=
"firstQuartile"
>
<![CDATA [http://server/?metric=view25&pos=0&coid=135&pid=1331&nid=1331&oid=229&olid=2291331&cid=331&tpcid=&vid=&amid=&cc=default&pp=&vv=&tt=&sg=&tsg=&pmu=0&pau=0&psz=0&ctx=&tctx=&coty=0&adt=0&scen=&url=http%3A%2F%2Fserver%2Fsupport%2Fopen-video-ads%2F23120%2Fwhat-is-vast%2F&cb=1259.192.118.68.5.0.690&ver=1&w=&wy=&x=&y=&xy=]>
</Tracking>

                            		
<Tracking
 
event=
"midpoint"
>
<![CDATA [http://server/?metric=view50&pos=0&coid=135&pid=1331&nid=1331&oid=229&olid=2291331&cid=331&tpcid=&vid=&amid=&cc=default&pp=&vv=&tt=&sg=&tsg=&pmu=0&pau=0&psz=0&ctx=&tctx=&coty=0&adt=0&scen=&url=http%3A%2F%2Fserver%2Fsupport%2Fopen-video-ads%2F23120%2Fwhat-is-vast%2F&cb=1259.192.118.68.5.0.690&ver=1&w=&wy=&x=&y=&xy=]>
</Tracking>

                           		
.......

                        		
</TrackingEvents>

                        		
<VideoClicks>

            		     		
<ClickThrough>
<![CDATA [http://server/?metric=clickthru&pos=0&coid=135&pid=1331&nid=1331&oid=229&olid=2291331&cid=331&tpcid=&vid=&amid=&cc=default&pp=&vv=&tt=&sg=&tsg=&pmu=0&pau=0&psz=0&ctx=&tctx=&coty=0&adt=0&scen=&url=http%3A%2F%2Fserver%2Fsupport%2Fopen-video-ads%2F23120%2Fwhat-is-vast%2F&cb=1259.192.118.68.5.0.690&ver=1&w=&wy=&x=&y=&xy=&redirect=http%3A%2F%2Fserver%2F]>
</ClickThrough>

            			
</VideoClicks>

                        		
<MediaFiles>

        					
<MediaFile
 
delivery=
"progressive"
 
bitrate=
"256"
 
width=
"480"
 
height=
"352"
 
type=
"video/x-flv"
>
<![CDATA [http://server/adasset4/1331/229/331/lo.flv]>
</MediaFile>

        					
......

    				
</MediaFiles>

    				
</Linear>

    			
</Creative>

    		
</Creatives>

    	
</InLine>

    
</Ad>

 
</VAST>

```